# Kreatyna
Kreatyna (kwas β-metyloguanidynooctowy) – organiczny związek chemiczny zawierający elementy strukturalne guanidyny i kwasu octowego. W organizmach zwierzęcych tworzy się w trakcie przemiany materii, występuje głównie w mięśniach i ścięgnach. Kreatyna została odkryta w 1832 roku przez Michela Eugène’a Chevreula jako składnik mięśnia szkieletowego, a nazwę nadano jej od greckiego słowa kreas („mięso”).

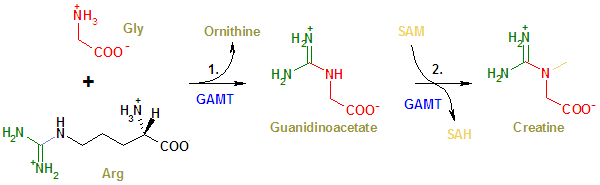
Biosynteza kreatyny z glicyny (Gly) i argininy (Arg); 1. GATM – amidotransferaza glicyny; 2. GAMT – N-metylotransferaza guanidynooctanowa, SAM – S-adenozylometionina, SAH – S-adenozylo-L-homocysteina.

Ulega fosforylacji przy użyciu enzymu kinazy kreatynowej przechodząc w fosfokreatynę. Jest wykorzystywana do magazynowania i uwalniania energii niezbędnej do wielu procesów chemicznych zachodzących w komórkach, w tym do syntezy białek mięśniowych.
Kreatyna występuje u człowieka w mięśniach (98% całkowitej zawartości kreatyny w organizmie człowieka), małe ilości tego związku znajdują się także w mózgu, wątrobie, nerkach oraz jądrach. Szacuje się, że dobowe zapotrzebowanie organizmu osoby o masie 70 kg na kreatynę wynosi 2 g, przy czym 1 g tego związku jest syntezowany przez organizm z aminokwasów, a pozostała ilość powinna być dostarczona w pożywieniu – najlepszymi źródłami kreatyny są mięso (1 g jest zawarty w 250 g świeżego mięsa) oraz ryby. Preparaty kreatynowe bywają stosowane przez osoby uprawiające sporty siłowe.
Glicyna reaguje w ustroju z argininą i wobec enzymu fermentu transaminacyjnego zamienia się na kwas guanidynooctowy, czyli glukocyjaminę, z argininy tworzy się wówczas ornityna (która stymuluje wydzielanie hormonu wzrostu). Z glukocyjaminy w ustroju powstaje kreatyna. Wytworzona kreatyna łączy się w tkankach z kwasem fosforowym tworząc kwas kreatynofosforowy (fosfagen), niezbędny do procesów życiowych w tkankach zwierzęcych.

## Kreatyna jako suplement diety
W latach 90. XX wieku kreatyna zyskała szczególny rozgłos jako naturalny sposób na zwiększenie wyników sportowych i budowanie beztłuszczowej masy ciała. Stwierdzono, że ogólna zawartość kreatyny w mięśniach szkieletowych jest zwiększona po doustnym podaniu suplementów diety, a zawartość ta różni się i zależy od wielu czynników, m.in. od poziomu spożycia węglowodanów, rodzaju aktywności fizycznej i typu włókien mięśniowych. Wskutek tego zaczęto stosować kreatynę w charakterze dodatku do suplementów diety stosowanych przed treningiem. Na rynku dostępne są różne formy kreatyny, m.in. cytrynian, jabłczan, ester etylowy, azotan, chlorowodorek, glukonian, α-ketoglutaran i orotan.

## Wpływ na regenerację uszkodzeń oraz stres oksydacyjny
Kreatyna ma potencjalnie działanie przeciwutleniające na poziomie komórek i chroni komórki mięśniowe przed stresem oksydacyjnym. Ponadto kreatyna w niekorzystnych warunkach zapobiega niszczeniu mitochondriów w komórkach mięśni. Stwierdzono również pozytywny wpływ kreatyny na gojenie się ran oraz uszkodzenia mięśni.

## Wzrost masy mięśniowej
Wysoka zawartość kreatyny w mięśniach stymuluje syntezę białek działając antykatabolicznie i anabolicznie, co ma wpływ na szybszy przyrost masy mięśniowej, sprawność i regenerację. Suplementacja diety kreatyną w połączeniu z ciężkim treningiem siłowym powoduje wzrost stężenia insulinopodobnego czynniku wzrostu IGF-1 w mięśniach i poprawianie aktywności komórek satelitarnych. W podwójnie ślepej próbie pobrano biopsję z mięśni nóg od mężczyzn wykonujących trening oporowy, w trakcie spoczynku, 3 godz. później oraz 24 godz. po treningu. Mężczyźni przyjmowali doustnie kreatynę lub napój z białkiem serwatkowym i węglowodanami przez 5 dni. Po ich spożyciu zwiększyła się ekspresja mRNA dla IGF-1 w spoczywających mięśniach o 30%. Poziom IGF-1 zwiększył się o 24% w ciągu 3 godz. i o kolejne 29% w 24 godz. po treningu.
Pomimo że doniesienia o pozytywnym wpływie suplementacji kreatyną w połączeniu z ciężkim treningiem na wydolność fizyczną, masę beztłuszczową oraz morfologię mięśni są dość liczne, to nurt przeciwstawny również ma pewną reprezentację. Jacobi wraz z zespołem opublikował wyniki badań, w których nie stwierdził efektów zastosowania krótkotrwałej suplementacji kreatyną na siłę izometrycznych skurczów mięśni łokciowych, aktywację mięśni i szybkość ich regeneracji. Opis tych badań nie pozwala jednak stwierdzić, czy suplementacja kreatyną była połączona z odpowiednim treningiem. W badaniach zespołu Bembena dotyczących 14-tygodniowego treningu progresywnego (3 dni treningowe na tydzień) przeprowadzonych na grupie starszych mężczyzn nie stwierdzono dodatkowych pozytywnych rezultatów suplementacji na siłę lub wzrost masy mięśni, ani w przypadku kreatyny podawanej samodzielnie, ani w połączeniu z napojami zawierającymi białka serwatkowe. W tym przypadku grupa mogła zostać przypadkowo dobrana w taki sposób, że jej większą część stanowiły osoby nie reagujące na kreatynę. Kreatyna mogła być też podawana wyłącznie w dni treningowe, a taka strategia nie spisuje się dobrze w przypadku osób starszych lub w średnim wieku.